# 重イオン慣性核融合
重イオン慣性核融合（じゅうイオンかんせいかくゆうごう、英語: Heavy ion inertial fusion）とは、熱核融合反応による核融合炉を目指す発電方式の一種で、慣性閉じ込め方式に分類される。
レーザー核融合におけるレーザーを荷電粒子ビーム（粒子線）に置き換えた荷電粒子ビーム核融合（粒子ビーム核融合）の1つで、特にウランや鉛などの重イオンを粒子加速器により加速し、エネルギードライバーとして用いる。
重イオンビーム核融合とも呼ばれる。
英文表記としてHeavy-Ion Fusionとも書かれるため、英文略称としてはHIFが良く用いられている。

## 関連
- プラズマ・核融合学会・専門委員会　No.15-02「重イオンビーム慣性閉じ込め核融合の新展開」設置期間：2015年４月１日～
- Heavy-Ion Fusion Science Virtual National Laboratory